# Północny Kolejowy Półpierścień Petersburga
Północny Kolejowy Półpierścień Petersburga (ros. Северное железнодорожное полукольцо Петербурга; hist. Kolej Putiłowska, ros. Путиловская железная дорога) – towarowa linia kolejowa w Rosji łącząca stację Petersburg Rozrządowy Moskiewski ze stacją Nowyj Port. Łączy one linie dochodzące do miasta od południa z portem morskim Petersburg.
Stacja Petersburg Rozrządowy Moskiewski zarządzana jest przez region petersburski, a pozostały odcinek przez region petersbursko-witebski Kolei Październikowej (część Kolei Rosyjskich). 
Linia w całości położona jest w Petersburgu. Na całej długości jest zelektryfikowana i dwutorowa.

## Historia
Linia powstała w XIX w., łącząc funkcjonujące osobno linie dochodzące do miasta z jego portem. Początkowo podlegała Kolei Mikołajewskiej.
Początkowo leżała w Imperium Rosyjskim, następnie w Związku Sowieckim. Od 1991 znajduje się w granicach Rosji.